# Nhún vai

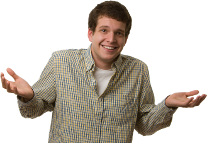
Một người đang nhún vai

Nhún vai (tiếng Anh: shrug) là hành động đưa cả hai vai lên cao, có thể kèm theo đưa tay lên, với ý nghĩa không quan tâm hay không hiểu một sự việc, hiện tượng nào đó. Đôi khi nhún vai cũng được dùng thay cho lời nói.